# Йозуа Кимих
Йозуа Валтер Кимих (на немски: Joshua Walter Kimmich) е германски футболист, роден на 8 февруари 1995 г. Играе като полузащитник и защитник за Байерн Мюнхен и Германия.

## Кариера
Кимих играе за младежката формация на Щутгарт преди да бъде преотстъпен на РБ Лайпциг през 2013 г. Отборът от Лайпциг успява да спечели промоция за Втора Бундеслига в края на сезона.

### Байерн Мюнхен
На 2 януари 2015 г. става ясно, че Кимих ще се присъедини към състава на Байерн Мюнхен от 1 юли, подписвайки петгодишен договор.
Поради множеството контузии в отбора, Гуардиола често използва Йозуа Кимих на позицията централен защитник.
След пенсионирането на Филип Лам през лятото на 2017 г., Кимих основно играе като десен бек, наследявайки бившия капитан на баварците на позицията. През сезон 2017/18 Йозуа се превръща в един от основните футболисти на Байерн и през март на 2018 г. подновява договора си с тима за още три години към първоначалния срок.

## Национален отбор
Кимих е включен в разширения състав на Германия за Евро 2016 и впоследствие в окончателния състав за турнира. На 21 юни прави своя дебют на първенството и започва като титуляр на десния бек срещу Северна Ирландия, заменяйки Бенедикт Хьоведес.
След първите си два мача на първенството получава похвали за представянето си и е сравняван с предшественика на позицията Филип Лам.
Льов включва Кимих в състава за Купата на конфедерациите в Русия, като взима участие във всичките пет срещи на отбора и помага за спечелването на първата Купа на конфедерациите за „маншафта“.

## Успехи
Байерн Мюнхен
- Бундеслига: 2015/16, 2016/17, 2017/18
- Купа на Германия: 2015/16
- Суперкупа на Германия: 2016, 2017, 2018

Германия
- Европейско първенство по футбол за юноши до 19 г.: 2014
- Купа на конфедерациите: 2017